# Tim Beumers
Tim Beumers, ook bekend als Bolle Tim (Spijkenisse, 2 september 1975), is een Nederlands rapper. Hij was lid van de formatie VSOP en trad sinds 2004 solo naar voren. In 2014 stopte hij met rappen. Sindsdien is hij o.a. columnist voor FunX Radio en GeenStijl geweest. In 2020 verscheen hij in “Pap is dik” en “Golden Punani”, op het album “Love & Legehness” van “Van Pletzen”. In 2022 was hij lid van het collectief Rafting Goods en kwam het album Rafting Goods Volume 1 uit.

## Biografie
Beumers maakte sinds 1998 deel uit van de rapformatie VSOP. Hij deed mee aan verschillende toernooien, zoals aan Geen Daden Maar Woorden, MC-battle en, in 2003, aan Spitt in Paradiso. Tijdens dat laatste won hij in de finale van Baas B, wat hem een contract opleverde bij het label Top Notch. Het album Huiswerk met VSOP kwam een jaar later eveneens uit bij Top Notch.
In 2005 tekende hij een solocontract bij Walboomers Music, het label van Lange Frans & Baas B en THC. Een paar maanden later bracht hij daar zijn debuutalbum De hoogste tijd uit. Hieraan werkten artiesten mee als ODM, Unorthadox en Senna. Het nummer Geloof me verscheen op een videoclip.
Aan het eind van 2005 liet hij weten meer te willen doen voor onbekend talent. In deze tijd kwam hij samen met Tomster met het album Sfeerbeheer. Ook verscheen van het duo de videoclip Kind in jezelf. In 2007 had hij een belangrijk aandeel in de mixtape Bag of trix bitch, waarop een groot aantal artiesten te horen is.
Ook kwam dat jaar zijn tweede album uit, getiteld Bloed zweet & tranen. In maart van het jaar erop kwam hij opnieuw met een album, getiteld Il principe. Hieraan werkten artiesten mee als Hairo en Turk. In 2011 ging hij nogmaals de studio in met VSOP; hieruit kwam het album XO-status voort dat ze in eigen beheer uitgaven.
Begin 2012 werd Tim Beumers samen met het Zuid-Afrikaanse raptrio Bittereinder genomineerd voor de Zuid-Afrikaanse MK-Awards.
In 2014 stopte hij met rappen, omdat hij zich te oud vond worden voor de rapgame. Sindsdien is hij een aantal jaren columnist voor FunX Radio geweest en heeft hij zijn oude vak van dj een aantal jaar opgepakt. Momenteel werkt Tim als senior communicatie adviseur voor overheden, met een specialisatie in jongerencommunicatie, bestuurlijke vernieuwing en verandermanagement.

## Discografie
Beumers bracht albums met VSOP uit, was gastrapper op werk van anderen en werkte mee aan een groot aantal albums waarop meer artiesten te horen zijn. Slechts enkele voorbeelden van werk met anderen zijn De Straatremixes Deel 2 (2004) en Homegrown 2005. Solo bracht hij het volgende werk uit:
Albums
- 2005: De hoogste tijd
- 2005: Sfeerbeheer, met Tomster
- 2007: Bloed, zweet & tranen"
- 2008: Il principe"
- 2008: Il principe 2", mixtape
- 2024: 320 KG